# John Cabang
John Cabang Tolentino (* 27. August 2001 in Madrid, Spanien) ist ein philippinischer Hürdenläufer, der sich auf die 110-Meter-Distanz spezialisiert hat und über diese Distanz aktuell Inhaber des Landesrekordes ist.

## Sportliche Laufbahn
Erste internationale Erfahrungen sammelte John Cabang im Jahr 2023, als er bei den Hallenasienmeisterschaften in Astana mit 7,96 s im Vorlauf über 60 m Hürden ausschied. Im Mai gewann er bei den Südostasienspielen in Phnom Penh in 13,85 s die Bronzemedaille hinter dem Thailänder Nattaphon Dansungnoen und Ang Chen Xiang aus Singapur gewann und mit der philippinischen 4-mal-100-Meter-Staffel in 41,02 s den fünften Platz belegte. Im Juli gelangte er bei den Asienmeisterschaften in Bangkok mit 13,56 s auf den vierten Platz und im Juli stellte er in Spanien mit 13,53 s einen neuen Landesrekord über 110 m Hürden auf. Im Oktober wurde er bei den Asienspielen in Hangzhou in 13,62 s Vierter. Im Jahr darauf gewann er bei den Hallenasienmeisterschaften in Teheran in 7,64 s die Bronzemedaille über 60 m Hürden hinter dem Kasachen Dawid Jefremow und Qin Weibo aus der Volksrepublik China. Anschließend schied er bei den Hallenweltmeisterschaften in Glasgow mit 7,68 s im Halbfinale aus. Im Mai verbesserte er den Landesrekord auf 13,37 s und im August schied er bei den Olympischen Sommerspielen in Paris in der ersten Runde aus.
2025 schied er bei den Asienmeisterschaften in Gumi mit 14,14 s in der Vorrunde über 110 m Hürden aus.
In den Jahren 2024 und 2025 wurde Cabang philippinischer Meister im 110-Meter-Hürdenlauf.

## Persönliche Bestleistungen
- 110 m Hürden: 13,37 s (+0,6 m/s), 8. Mai 2024 in Pasig City (philippinischer Rekord)
  - 60 m Hürden (Halle): 7,64 s, 17. Februar 2024 in Teheran (philippinischer Rekord)